# Lontra canadensis
La lontra canadese (Lontra canadensis (von Schreber, 1776)) è un mustelide appartenente al genere delle lontre del Nuovo Mondo. È diffusa solamente nell'America settentrionale.

## Descrizione

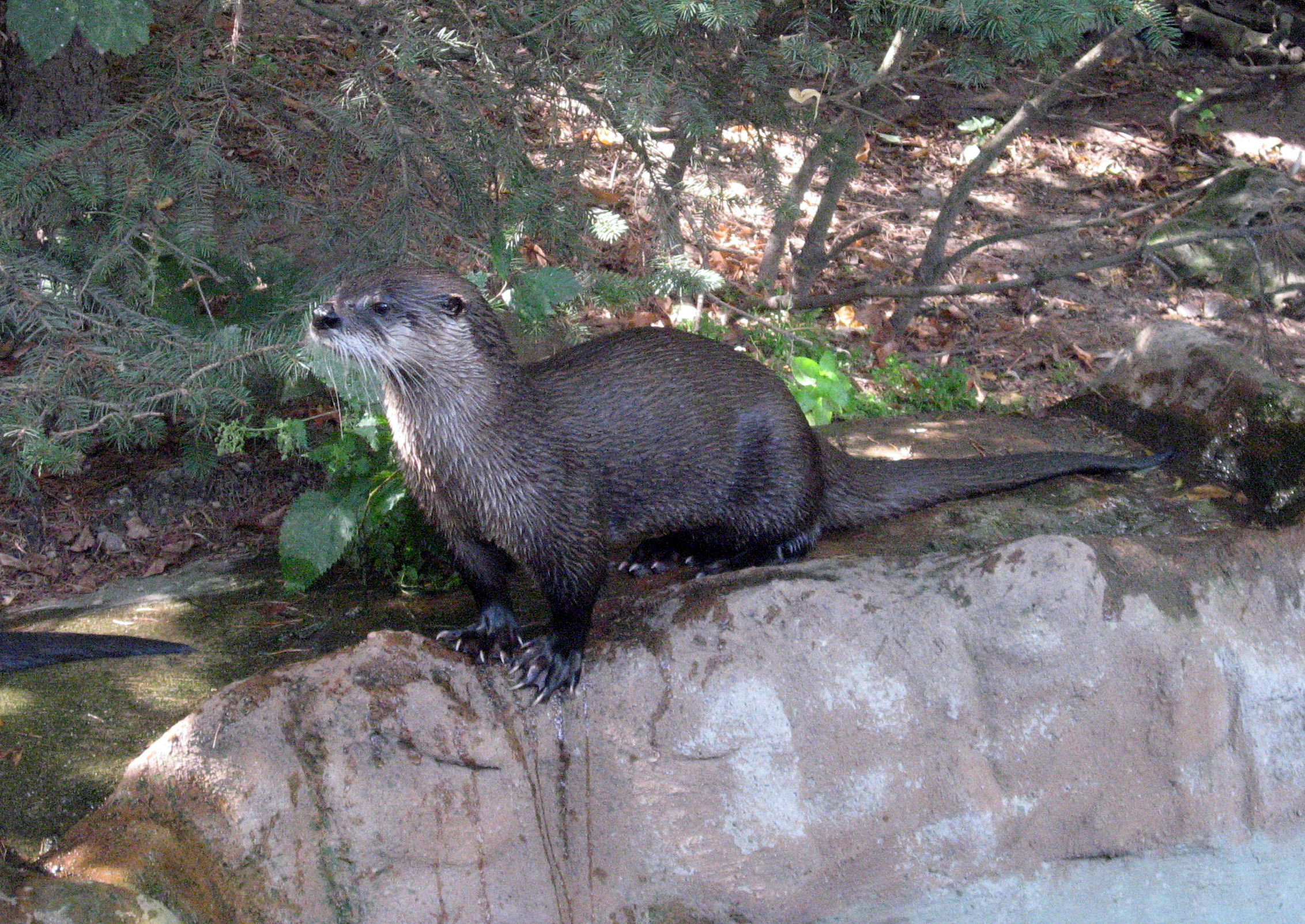
Lontra canadese.

Come tutte le lontre, anche quella canadese ha un corpo snello e allungato con zampe corte. La coda è leggermente appiattita dorsoventralmente. I maschi presentano una lunghezza testa-corpo di circa 70 cm e un peso corporeo di 7,7-9,4 kg, mentre le femmine, con una lunghezza testa-tronco di 60-70 cm e un peso di 7,3-8,4 kg, sono leggermente più piccole e leggere. La coda misura 32-47 cm. Il colore della pelliccia spesso varia dal marrone al nerastro nella parte superiore, mentre la zona della gola, del mento e del petto è grigiastra. Il rinario è nudo, i piedi sono palmati e dotati di artigli corti.
La dentatura è composta da 36 denti e presenta la seguente formula dentaria:
{\displaystyle {I3\cdot C1\cdot P4\cdot M1 \over I3\cdot C1\cdot P3\cdot M2}}

## Distribuzione e habitat
La lontra canadese abita gran parte del Nordamerica, dall'Alaska e dal Canada a nord fino alla Florida e agli Stati Uniti sud-occidentali. In tutto l'areale si incontra in fiumi, stagni, laghi e paludi salmastre sulla costa del mare. Di norma predilige le acque caratterizzate da una fitta vegetazione lungo le sponde. La densità di popolazione varia a seconda della regione da un esemplare circa ogni quattro chilometri quadrati nell'Idaho a un esemplare ogni 1,25 chilometri quadrati nelle regioni costiere dell'Alaska.

## Tassonomia
Vengono riconosciute le seguenti sottospecie:
- L. c. canadensis (Schreber, 1777) - Canada orientale (Province marittime, Ontario e Québec);
- L. c. kodiacensis (Goldman, 1935) - isole di Kodiak e Shuyak in Alaska;
- L. c. lataxina (F. G. Cuvier, 1823) - Stati Uniti orientali;
- L. c. mira (Goldman, 1935) - isola del Principe di Galles (Alaska) e isola di Vancouver;
- L. c. pacifica (Goldman, 1935) - Canada occidentale e Stati Uniti occidentali;
- L. c. periclyzomae (Rhoads, 1898) - Haida Gwaii;
- L. c. sonora (Rhoads, 1898) - Stati Uniti sud-occidentali e Messico.

## Biologia

### Alimentazione

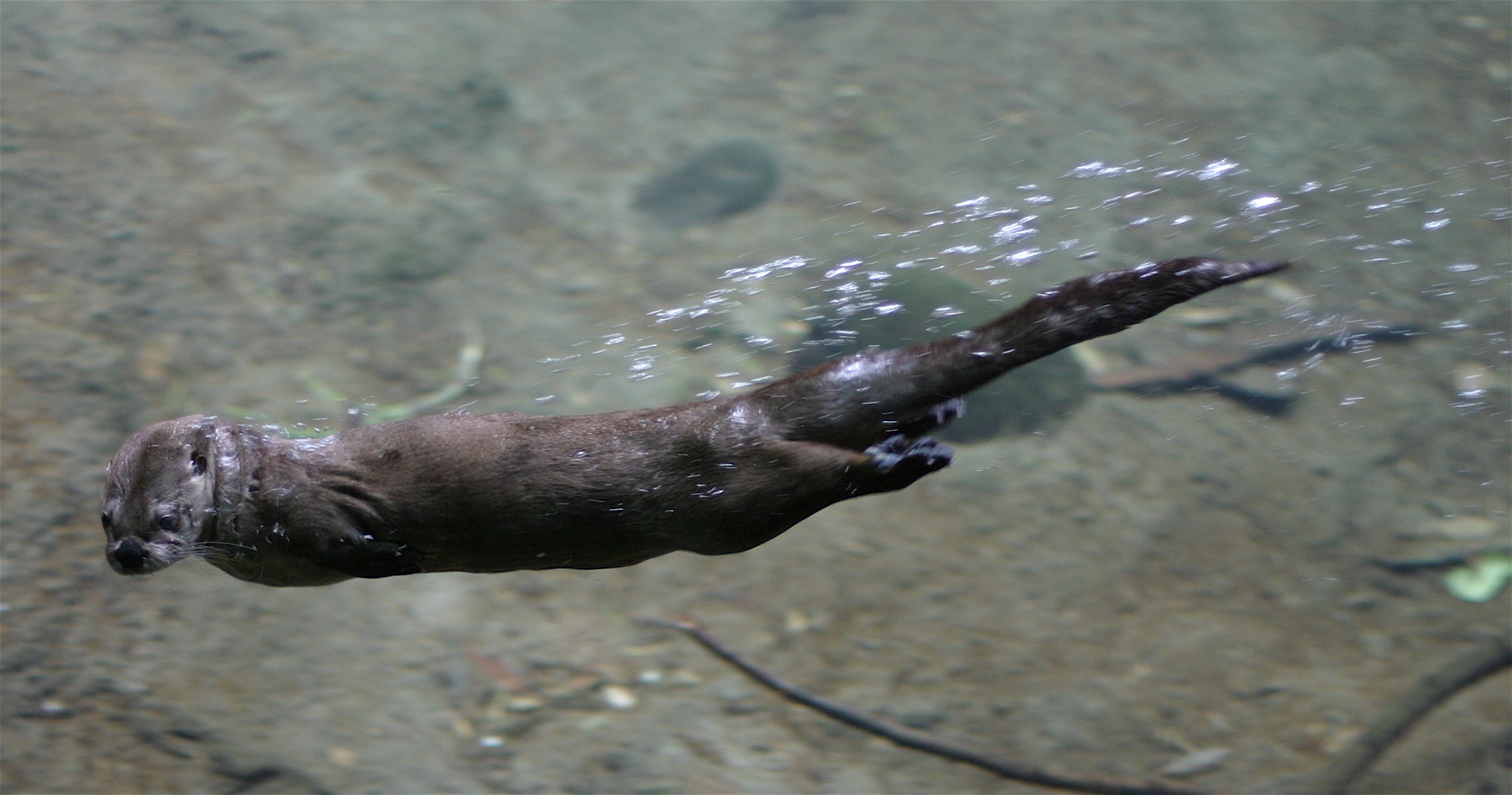
Come tutte le lontre, anche quella canadese è un'ottima nuotatrice.

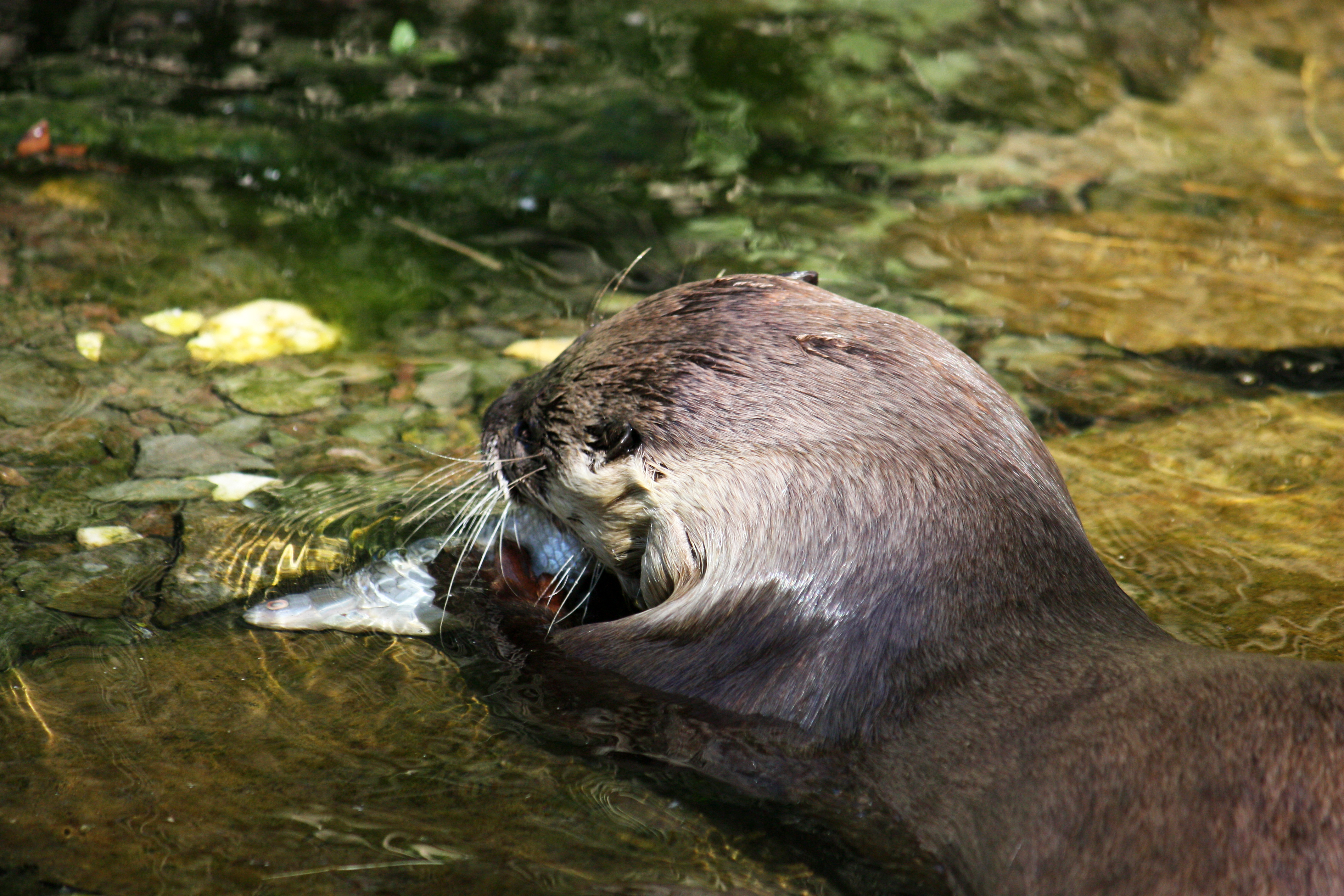
I pesci costituiscono la principale fonte di cibo.

La specie si nutre principalmente di pesci, ma mangia anche anfibi, crostacei, roditori, molluschi, piccoli rettili e uccelli. A volte si nutre anche di frutta. Tra i pesci, predilige le specie a nuoto lento a quelle a nuoto veloce. La densità di popolazione della lontra di solito dipende dalla quantità di pesci nell'area. Nelle acque torbide la lontra canadese caccia localizzando i pesci con le sue vibrisse. Nelle acque limpide caccia affidandosi alla vista. La lontra è un'eccellente nuotatrice e subacquea che può rimanere sott'acqua fino a quattro minuti e nuotare fino alla velocità di 11 km/h. Occasionalmente, queste lontre cacciano anche in gruppo per catturare i pesci. La lontra canadese è attiva principalmente di notte o al tramonto. Nei mesi invernali è possibile vederla più spesso durante il giorno. Non va in letargo e insegue i pesci anche sotto la coltre di ghiaccio.

### Comportamento
Le lontre canadesi sono estremamente mobili e spesso percorrono lunghe distanze. Sono stati descritti casi di esemplari che hanno percorso in un giorno fino a 40 chilometri. Nelle loro scorribande quotidiane, i maschi percorrono in media dai quattro ai cinque chilometri e le femmine dai due ai tre chilometri. Per lo più si muovono nell'acqua, ma coprono grandi distanze anche sulla terraferma, per lo più tra corsi d'acqua distanti tra loro. Riposano in cavità lungo gli argini, che vengono spesso create dai castori. Spesso questi nascondigli hanno un ingresso sotto la superficie dell'acqua.

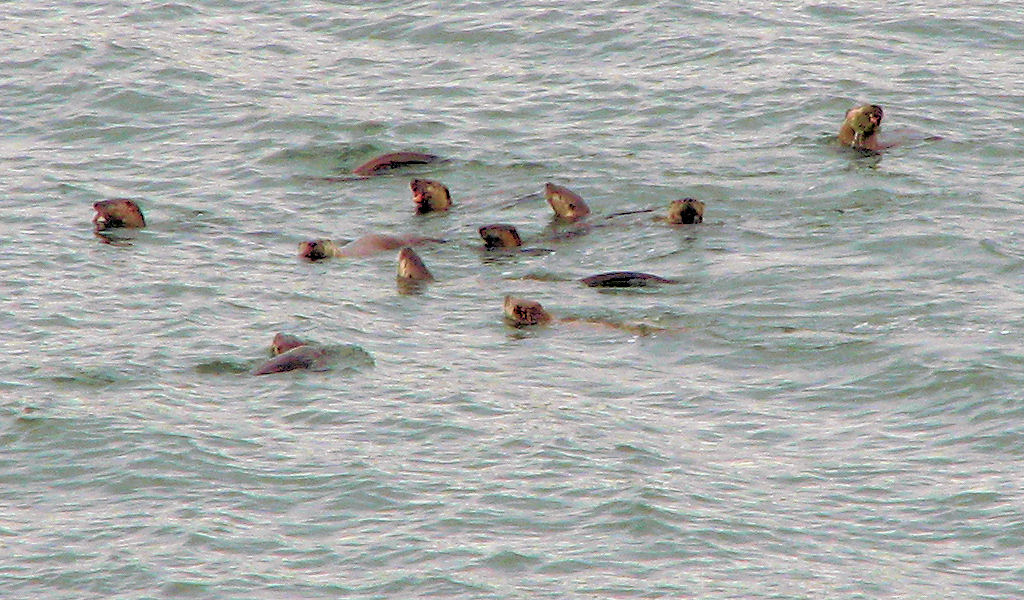
Un gruppo di lontre a Ganges Harbour a Salt Spring Island (Columbia Britannica).

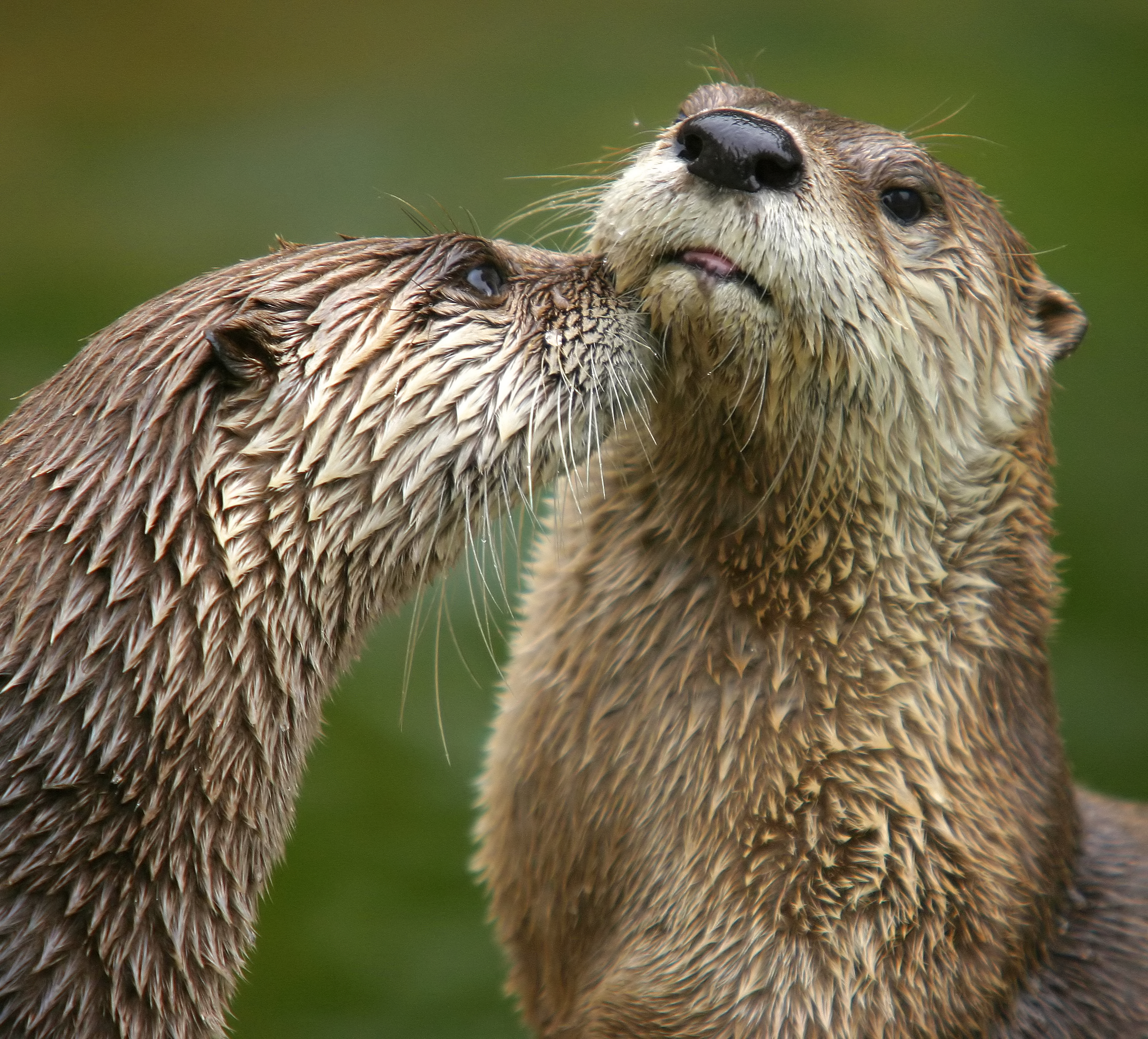
Due lontre canadesi.

Il comportamento sociale è piuttosto complesso e differenziato a seconda della regione. Spesso le lontre vivono insieme in gruppi che possono comprendere fino a 15 esemplari: i gruppi più grandi si trovano lungo la costa del mare. Nelle zone costiere i gruppi numerosi possono essere costituiti sia dalle femmine con la loro prole che dai maschi. I gruppi maschili si dissolvono al sopraggiungere della stagione degli amori, quando ognuno di loro cerca di conquistare un gruppo di femmine

### Riproduzione
La stagione degli amori ha luogo ad aprile nella parte settentrionale dell'areale, mentre in quella meridionale cade in dicembre. L'impianto dell'embrione nell'utero è ritardato e avviene solo dopo un periodo di dormienza di almeno otto mesi. Poiché l'effettivo sviluppo embrionale richiede dai 61 ai 63 giorni, i piccoli nascono dopo più di 10 mesi, tra l'inverno e la primavera dell'anno successivo. Il periodo di gestazione totale, inclusa la dormienza, è compreso tra 290 e 380 giorni. Sembra che presso le popolazioni che vivono nel sud della Florida l'impianto ritardato dell'embrione non abbia luogo. La cucciolata è composta da uno a cinque piccoli ciechi e privi di denti che vengono partoriti in una tana vicino all'acqua. Tuttavia, questa non deve essere direttamente sull'acqua. I piccoli vengono svezzati a dodici settimane di età e a loro volta raggiungono la maturità sessuale intorno ai due anni. I maschi non partecipano all'allevamento dei piccoli.

## Conservazione
La lontra canadese non è considerata in pericolo. Tuttavia, la sottospecie L. c. sonora del Messico potrebbe essere minacciata. I pericoli maggiori derivano dall'inquinamento delle acque, soprattutto quando gli stock ittici ne soffrono. Il moderato prelievo di lontre canadesi per la produzione di pellicce, che avviene in molti luoghi, non sembra influire sulle popolazioni finché il loro habitat rimane intatto. In alcune aree dove la specie era già scomparsa, essa è stata reintrodotta con successo.